# Митчелл (мыс)
Митчелл (англ. Mitchell Point) — мыс на южной стороне входа в бухту Хилл, которая находится на восточном побережье острова Брабант, в архипелаге Палмер, Антарктида. Мыс был сфотографирован Hunting Aerosurveys Ltd в 1956-57 годах и был нанесено на карту с этих снимков в 1959 году. Мыс был назван Британским комитетом топонимов в Антарктике в честь американского хирурга Сайласа Митчелла, основателя неврологии в Соединенных Штатах.

## Карты
- Антарктическая цифровая база данных (ADD). Масштаб 1: 250000 топографическая карта Антарктиды. Научный комитет по антарктическим исследованиям (СКАР). С 1993 года регулярно обновляется и обновляется.
- Британская Антарктическая Территория. Архивировано из оригинала 9 декабря 2014 года. Масштаб 1: 200000 топографическая карта. Серия DOS 610, лист W 64 62. Дирекция зарубежных исследований, Толуорт, Великобритания, 1980.
- Остров Брабант на Аргентинские острова. Архивировано из оригинала 3 июля 2017 года. Масштаб 1: 250000 топографическая карта. Британская антарктическая служба, 2008 г.